# Haravilliers
Haravilliers és un municipi francès, situat al departament de Val-d'Oise i a la regió d'Illa de França. L'any 2007 tenia 512 habitants.
Forma part del cantó de Pontoise, del districte de Pontoise i de la Comunitat de comunes Vexin centre.

## Demografia

### Població
El 2007 la població de fet de Haravilliers era de 512 persones. Hi havia 182 famílies, de les quals 32 eren unipersonals (20 homes vivint sols i 12 dones vivint soles), 53 parelles sense fills, 77 parelles amb fills i 20 famílies monoparentals amb fills.
La població ha evolucionat segons el següent gràfic:
Habitants censats

### Habitatges
El 2007 hi havia 213 habitatges, 187 eren l'habitatge principal de la família, 22 eren segones residències i 5 estaven desocupats. Tots els 213 habitatges eren cases. Dels 187 habitatges principals, 160 estaven ocupats pels seus propietaris, 19 estaven llogats i ocupats pels llogaters i 7 estaven cedits a títol gratuït; 2 tenien una cambra, 5 en tenien dues, 14 en tenien tres, 39 en tenien quatre i 126 en tenien cinc o més. 163 habitatges disposaven pel capbaix d'una plaça de pàrquing. A 61 habitatges hi havia un automòbil i a 113 n'hi havia dos o més.

### Piràmide de població
La piràmide de població per edats i sexe el 2009 era:
| Homes | Edats   | Dones |
| ----- | ------- | ----- |
| 0     | 95 o +  | 0     |
| 0     | 90 a 94 | 0     |
| 0     | 85 a 89 | 0     |
| 8     | 80 a 84 | 0     |
| 4     | 75 a 79 | 12    |
| 4     | 70 a 74 | 4     |
| 0     | 65 a 69 | 12    |
| 16    | 60 a 64 | 12    |
| 32    | 55 a 59 | 8     |
| 28    | 50 a 54 | 36    |
| 20    | 45 a 49 | 24    |
| 24    | 40 a 44 | 24    |
| 12    | 35 a 39 | 20    |
| 4     | 30 a 34 | 12    |
| 8     | 25 a 29 | 0     |
| 12    | 20 a 24 | 4     |
| 24    | 15 a 19 | 16    |
| 20    | 10 a 14 | 24    |
| 32    | 5 a 9   | 8     |
| 0     | 0 a 4   | 8     |

## Economia
El 2007 la població en edat de treballar era de 352 persones, 287 eren actives i 65 eren inactives. De les 287 persones actives 255 estaven ocupades (143 homes i 112 dones) i 31 estaven aturades (11 homes i 20 dones). De les 65 persones inactives 17 estaven jubilades, 28 estaven estudiant i 20 estaven classificades com a «altres inactius».

### Ingressos
El 2009 a Haravilliers hi havia 184 unitats fiscals que integraven 531 persones, la mediana anual d'ingressos fiscals per persona era de 27.468 €.

### Activitats econòmiques
Dels 33 establiments que hi havia el 2007, 1 era d'una empresa de fabricació d'elements pel transport, 5 d'empreses de construcció, 4 d'empreses de comerç i reparació d'automòbils, 1 d'una empresa de transport, 2 d'empreses d'hostatgeria i restauració, 1 d'una empresa d'informació i comunicació, 1 d'una empresa immobiliària, 13 d'empreses de serveis, 2 d'entitats de l'administració pública i 3 d'empreses classificades com a «altres activitats de serveis».
Dels 4 establiments de servei als particulars que hi havia el 2009, 1 era un paleta, 2 fusteries i 1 lampisteria.
L'any 2000 a Haravilliers hi havia 5 explotacions agrícoles.

## Equipaments sanitaris i escolars
El 2009 hi havia una escola elemental.

## Poblacions més properes
El següent diagrama mostra les poblacions més properes.